# エヴリアリ
エヴリアリ(EVRYALI)はイヤニス・クセナキス作曲のピアノ独奏曲。

## 概論
1973年に作曲され、アメリカ合衆国のリンカーンセンターでマリー・フランソワーズ・ビュケによって初演され、演奏家や聴衆の激しい賛否両論を招いた問題作となった。全曲に渡って16分音符のパルスで統一されている。樹形図を用いて蛇のように長い線的構造を算出するため、従来の作風よりもはるかに「旋律」的な作品に仕上がった。
この作品では「エオンタ」では丁寧に表記されたアルペジョ記号がほぼ全曲に渡って廃されており、ピアニストはどの音をどのタイミングで分割するかを事前に決定しなければならない。この指示は多くの論争を招き、ピーター・ヒルは「絶対に不可能な演奏指示」という論文を提出した。